# Jean-Jérôme Jaillant
Jean-Jérôme Jaillant est un homme politique français né le 23 août 1746 à Troyes (Aube) et décédé le 2 avril 1814 au même lieu.
Lieutenant criminel du bailliage de Sens, il est élu député du tiers état aux États généraux de 1789 pour ce bailliage. Il siège avec les modérés et se tient en retrait le reste de la période révolutionnaire. Il devient procureur général de la justice criminelle dans l'Aube en 1800.

## Sources
- « Jean-Jérôme Jaillant », dans Adolphe Robert et Gaston Cougny, Dictionnaire des parlementaires français, Edgar Bourloton, 1889-1891 [détail de l’édition]